# Canna (Escocia)
Canna ([ˈelan ˈxanaj]ⓘ en gaélico escocés: Eilean Chanaigh) es la isla en el extremo oeste del archipiélago de las islas Small, en las Hébridas interiores escocesas. Está conectada con la isla vecina de Sanday a través de un puente y por bancos de arena durante la bajamar. La isla tiene 7 km de longitud y un ancho de 1.5 km. Los islotes rocosos de Hyskeir y Humla se encuentran a 10 km al suroeste de la isla.
Las islas fueron transferidas en 1981 al National Trust for Scotland (NTS) por el dueño anterior, el estudioso y folclorista gaélico John Lorne Campbell, y en ellas se realiza actividad agrícola y se cuida un área de conservación. Canna House, una de las dos casas de campo en la isla (la otra es Tighard), aloja los importantes archivos de John Campbell sobre materiales Gaélicos que fueran donados junto con las islas. La viuda de Campbell, la música norteamericana Margaret Fay Shaw, continuó viviendo en Canna hasta su fallecimiento en el 2004 a la edad de 101 años.
Al igual que Barra y South Uist, Canna ha tenido tradicionalmente una población principalmente católica, fue uno de los pocos sitios que no fue alcanzado por la Reforma escocesa. La población se mantuvo estable entre 20 y 30 personas durante la segunda mitad del siglo XX, aunque el censo del 2001 mostró una reducción a 12 habitantes. Sin embargo, desde el fallecimiento de Margaret Fay Shaw el NTS ha lanzado algunas iniciativas para atraer nuevos residentes y visitantes a la isla (Llamado a las familias de Canna).

## Galería

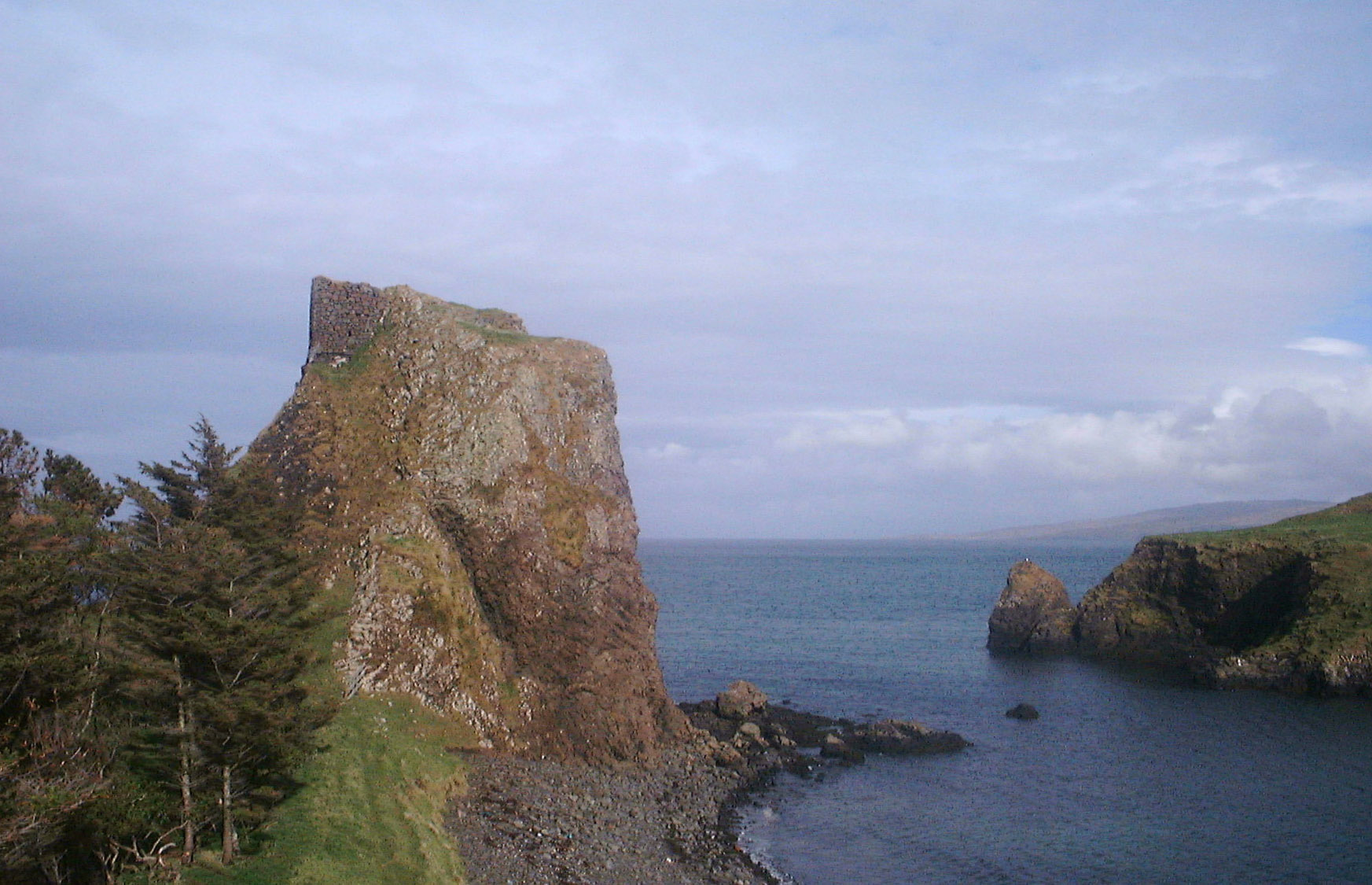
Ruinas del castillo Coroghon (An Coroghon)
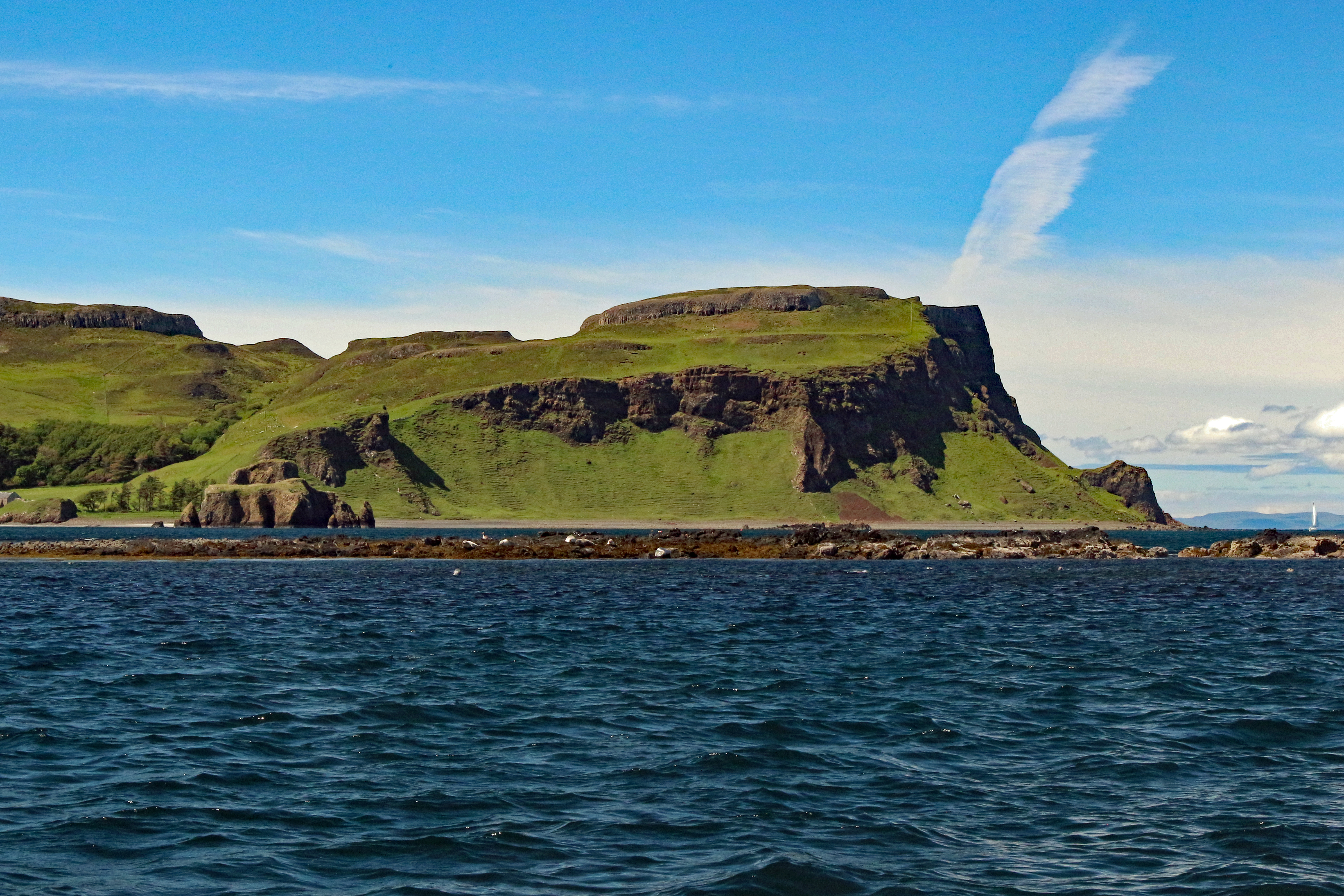